# Carl Knutberg
Carl Knutberg, född 20 november 1712, död 29 december 1780 på Hersby gård, Lidingö socken, var en svensk ingenjörsofficer.
Carl Knutberg var son till sillpackaren Johan Knutberg. Han blev 1729 student vid Uppsala universitet och framförde där 1738 en disputation pro exercitio. 1738-1741 var Knutberg extraordinarie kammarskrivare vid krigskollegium innan han 1741 blev elev för Christopher Polhem. 1742-1744 företog han en studieresa till Tyskland, Nederländerna, Frankrike och England, vid återkomsten biträde han Polhem under byggnationen av slussen i Stockholm 1744-1747. 1745-1746 ledde han administrationen av en slipinrättning i Söderström. Knutberg blev 1747 kaptenmekanikus och inspektör vid kronans strömverk 1747 och lärare vid Kungliga Modellkammaren 1756.
1749 blev Knutberg ämnessven vid Kungliga Vetenskapsakademien, 1754 ledamot och 1762 preses där.